# 14+
14+ (russisk: 14+) er en russisk spillefilm fra 2015 af Andrej Zajtsev.

## Medvirkende
- Gleb Kaljuzjnyj som Lyosja
- Uljana Vaskovitj som Vika
- Olga Ozollapinja
- Dmitrij Barinov som Dron
- Ksenija Pakhomova